# Jean-Pierre Aumer
Jean-Pierre Aumer o Jean-Louis Aumer (Strasburgo, 21 aprile 1774 – Saint-Martin-de-Boscherville, 6 luglio 1833) è stato un ballerino e coreografo francese.

## Biografia
Jean-Pierre Aumer nacque a Strasburgo in una famiglia della classe operaia, ma il suo talento fu notato da Jean Dauberval, che lo avviò alla danza all'Académie Royale de Musique. Aumer avrebbe poi seguito Dauberval a Bordeaux e, nel 1791, a Londra, dove fece il suo debutto sulle scene. Temendo (non a torto) che la sua statura elevata sarebbe stata d'ostacolo alla carriera da ballerino, Aumer cominciò presto a studiare coreografia con Dauberval. Tornò a Parigi nel 1797 e fece il suo debutto all'Académie il 15 maggio 1798 ne Le déserteur di Maximilien Gardel. La sua carriera come ballerino all'interno della compagnia fu modesta, anche se ebbe modo di farsi apprezzare come mimo e caratterista.
Il cattivo sangue tra lui e Pierre Gardel lo spinse a lasciare l'Académie per il Théâtre de la Porte Saint-Martin, dove portò in scena i suoi primi balletti come coreografo. Tuttavia, i gusti e i teatri parigini erano monopolizzati da Gardel e Aumer andò a lavorare a Kassel tra il 1808 e il 1814 e a Vienna dal 1814 al 1820. Nel 1820 tornò a Parigi, dove fu maître de ballet dell'Académie Royale de Musique dal 1820 al 1831, salvo per una parentesi londinese tra il 1824 e il 1825. Grazie anche all'esperienza acquisita all'estero, Aumer apportò una profonda revisione del repertorio e dello stile della compagnia, abbandonando definitivamente lo stile del tardo Settecendo a favore del balletto romantico. Inoltre ampliò il repertorio della compagnia con i propri balletti, tra cui Manon Lescaut (1830), il suo capolavo. Dopo essersi ritirato nel 1831, morì d'infarto nel 1833 all'età di 59 anni. Fu il suocero del ballerino Étienne Leblond.

## Coreografie
- 1804 La Fille mal gardée (Théâtre de la Porte Saint-Martin)
- 1805 Rosina et Lorenzo (Théâtre de la Porte St-Martin)
- 1805 Robinson Crusoé (Théâtre de la Porte St-Martin)
- 1805 Le Page inconstant (Théâtre de la Porte St-Martin)
- 1806 Jenny ou le Mariage secret (Théâtre de la Porte St-Martin)
- 1806 Les Deux Créoles (Théâtre de la Porte St-Martin)
- 1808: Les Amours d'Antoine et de Cléopâtre (Opéra de Paris)
- 1814 Zéphire et Flore (Vienna)
- 1814 Louise et Alexis, after Le Déserteur de Dauberval (Vienna)
- 1814 Myrsile et Antéros (Vienna)
- 1815 La Fête de la rose (Vienna)
- 1815 Les Bayadères (Vienna)
- 1816 Les Noces de Thétis et de Pélée (Vienna)
- 1816 Les Deux Tantes (Vienna)
- 1817 Amour et Psyché (Vienna)
- 1817 Érigone ou le Triomphe de Bacchus (Vienna)
- 1818 Le Sommeil enchanté (Vienna)
- 1818 Aline, reine de Golconde (Vienna)
- 1819 Ossian (Vienna)
- 1820 Emma ou le Mariage secret (Vienna)
- 1820 Alfred le Grand (Vienna)
- 1820 Les Pages du duc de Vendôme (Opéra de Paris)
- 1821 Jeanne d'Arc (Opéra de Paris)
- 1824 Le Songe d'Ossian (London)
- 1825 Cléopâtre, reine d'Égypte (London)
- 1827 Astolphe et Joconde (Paris Opera Ballet)
- 1827 La Somnambule ou L'Arrivée d'un nouveau seigneur (Opéra de Paris)
- 1828 Lydie (Paris Opera Ballet)
- 1829 La bella addormentata (Opéra de Paris)
- 1830 Manon Lescaut (Opéra de Paris)